# سد سالم الأوسط
سد سالم الأوسط هو أحد سدود منطقة تبوك الواقعة شمال المملكة العربية السعودية.

## نبذة
تم اعلان إنشاء السد من ضمن 26 مشروعًا تنمويًا لمنظومة البيئة بمنطقة تبوك قد دشنها فهد بن سلطان أمير منطقة تبوك عام 1443 هـ، 2022م وقد قام بتنفيذ سد سالم الأوسط مؤسسة ضيف الله العتيبي للمقاولات.
يبلغ طول السد 617 متر وارتفاعه 6.5 متر وطول المفيض 30 متر وارتفاع المفيض 4 أمتار وتبلغ أبواب تفريغ السد اثنان وبجانبه 4 أمتار بينما تبلغ السعة التخزينية نحو 458187 متراً مكعباً.

## أهداف إنشاء السد
تم إنشاء السد بهدف تخفيف حدة الفيضانات و حفظ الأرواح والممتلكات و تخزين المياه لصرفها وفق متطلبات الزراعة والري و لزيادة مصادر المياه.

## تكاليف السد الإجمالية
تم تنفيذ سد سالم الأوسط من ضمن مشروع تضمن 7 سدود في أودية المنطقة بتكلفة إجمالية تصل لأكثر من 100 مليون ريال.

## وصلات خارجية
- الموقع الرسمي لوزارة المياه والكهرباء السعودية